# 陸王 (機車)

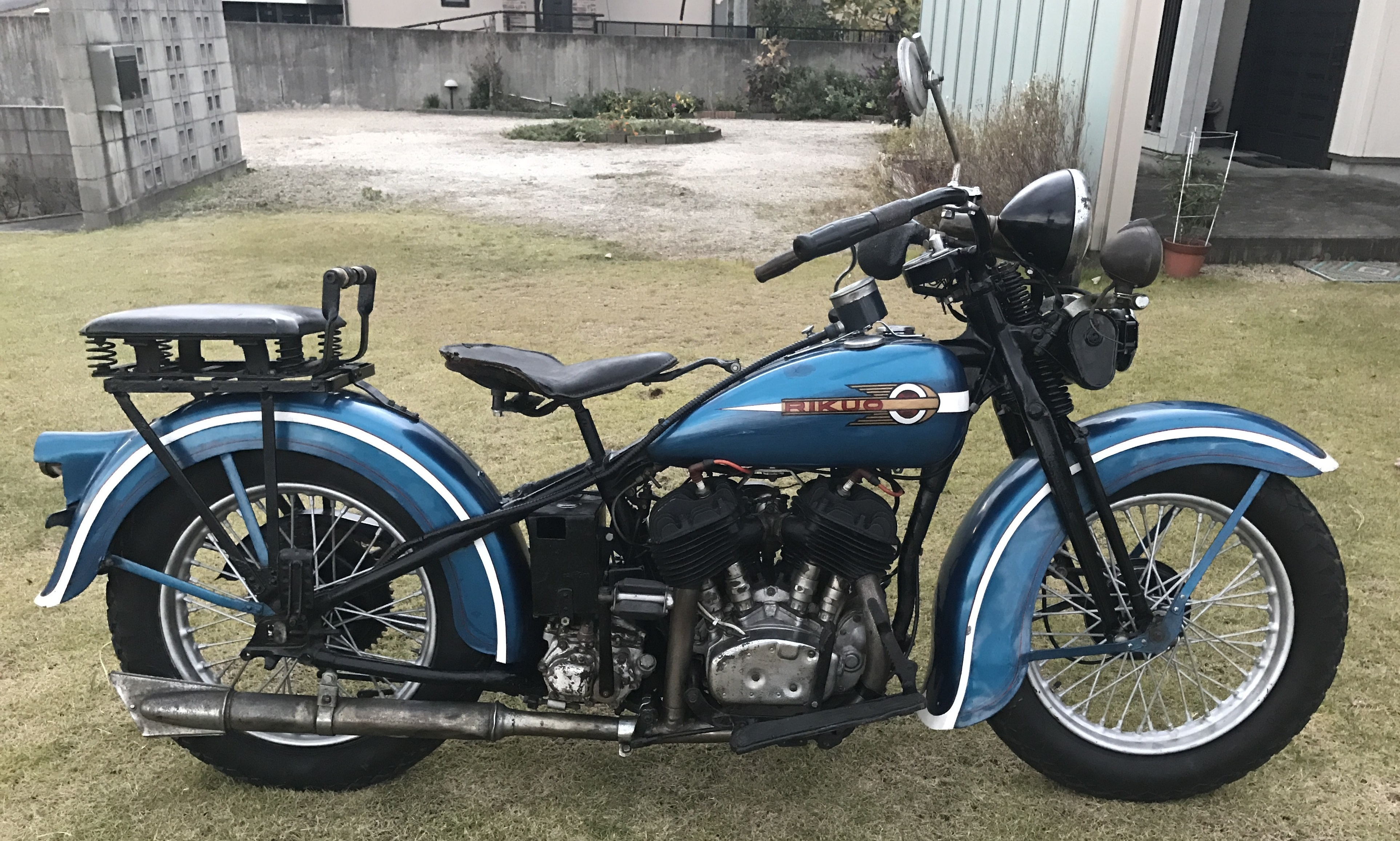
陸王VFD1200（1950年）

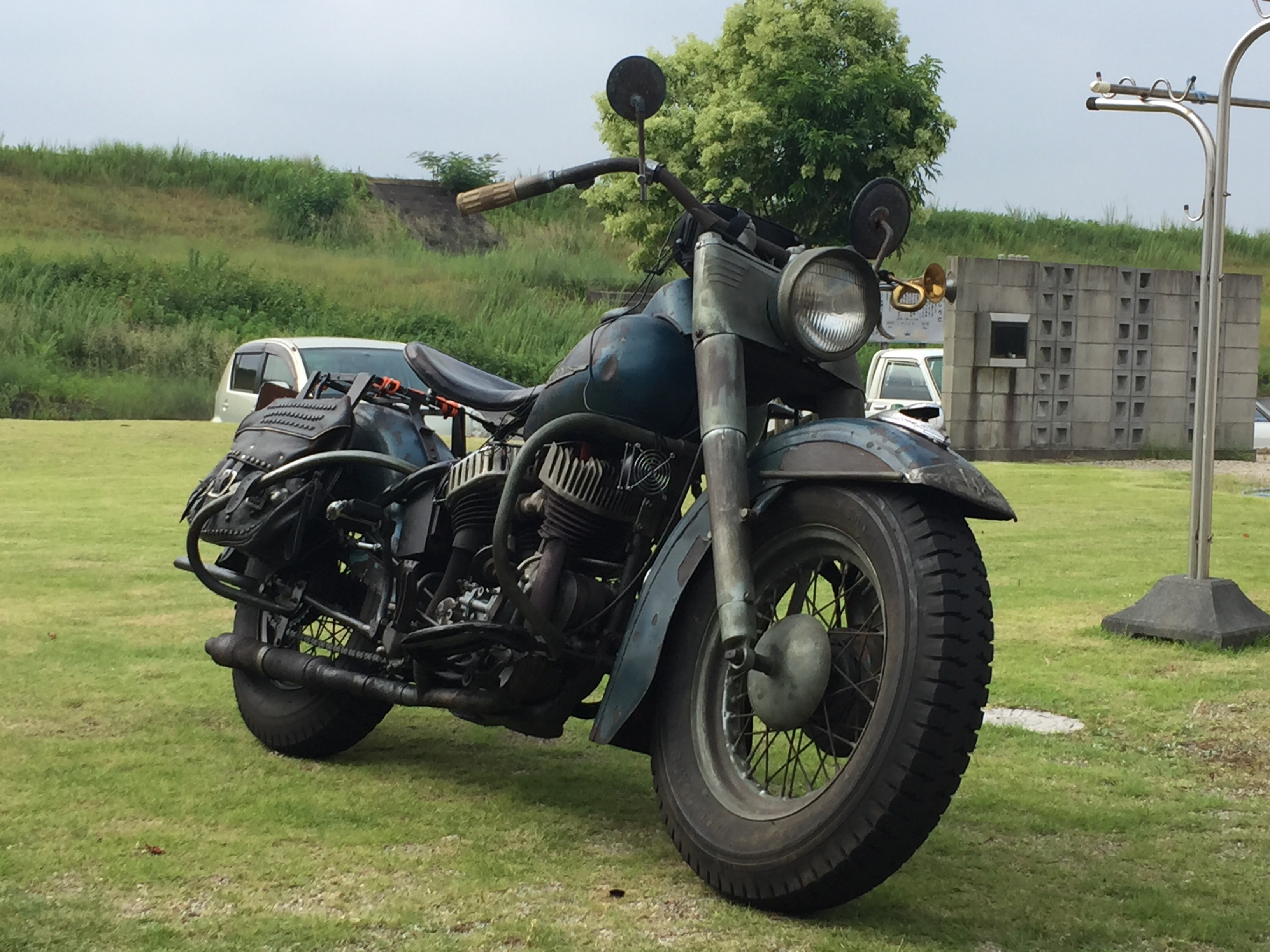
陸王RQ750（1953年）

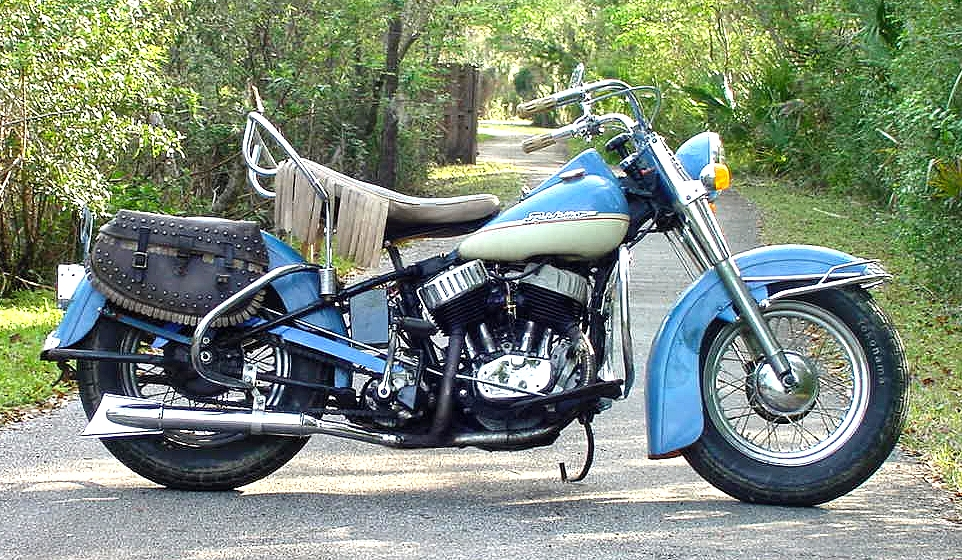
陸王RQ750（1957年）

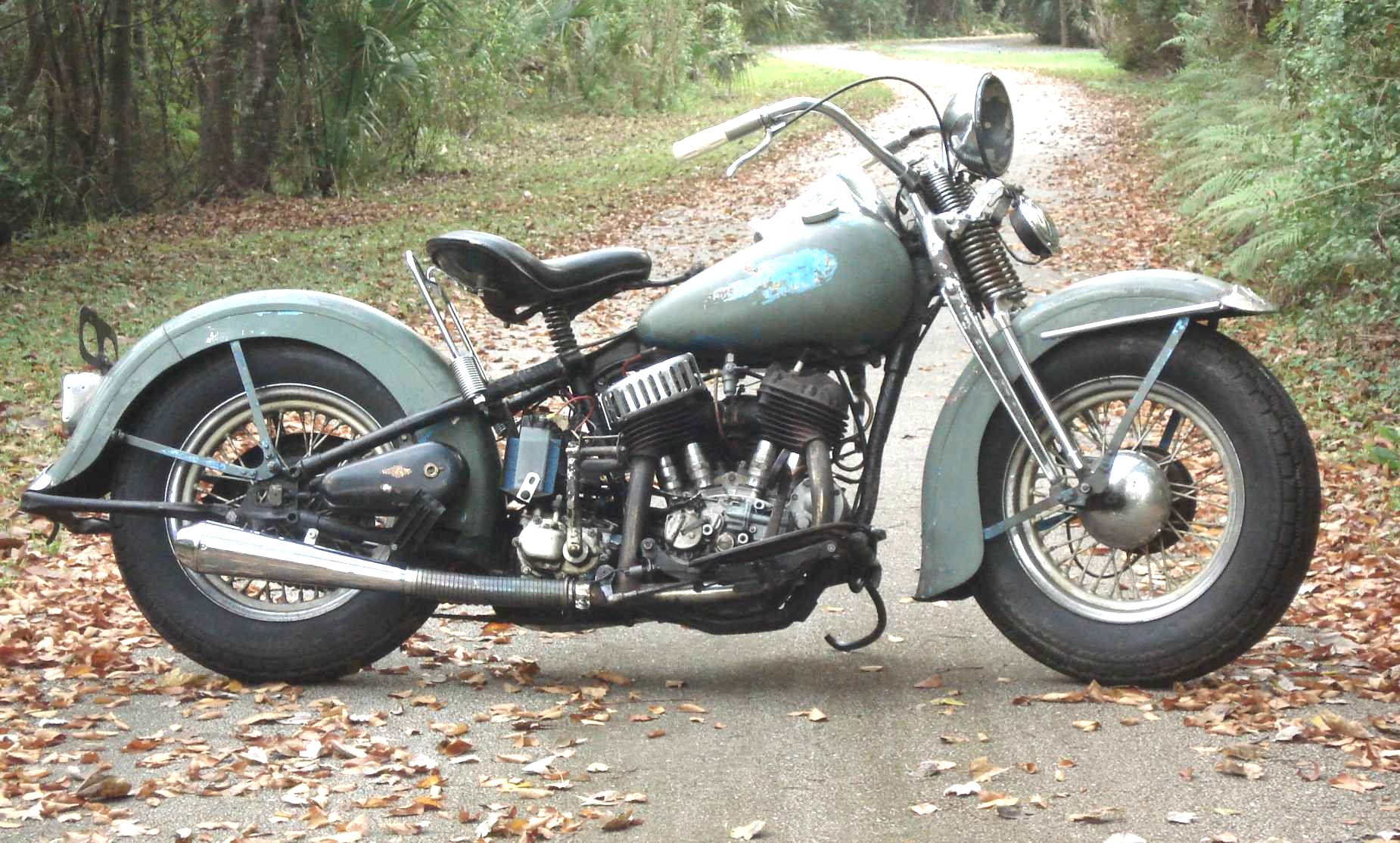
陸王VLE1200（1959年）

陸王（日語：陸王／りくおう），是日本曾經存在過的機車品牌。
生產車輛以美國的哈雷戴維森（Harley Davidson）為主。

## 歷史和背景

### 日本哈雷戴維森
實用化的機車在大正時代就進口到日本，特別是大型車的大廠商哈雷戴維森和印地安（Indian），裝上邊車，得到公家機關和民間的採用。
日本陸軍也不例外，也有活用機車的機動力以方便偵察、聯絡的想法。
進入昭和時代後，機車和三輪汽車開始推動國產化，政府和軍方都推行引進國產製品。
另一方面以國內產業保護政策為由，海外進口車被課徵高額關稅，導致進口車國內價格上漲。
1933年（昭和8年）當時，進口哈雷戴維森車輛的代理商是製藥業者三共（現第一三共）
以多角化經營的策略設立的「日本哈雷戴維森車業」 （日本ハーレーダビッドソンモーターサイクル）。
出於因應關稅和協調當時國策的見地，便向美國的哈雷戴維森總公司交涉，希望得到日本在地生產的授權。
哈雷戴維森對於這個案子興趣缺缺，但當時受到世界大恐慌的影響導致業績惡化，加上又到了為生產新款車作設備更新的時期，
便同意了日本法人的申請。以產品不出口日本國外為條件，生產側邊汽門（SV）車輛的技術和生產工具全部提供給日方。
因此，三共製造的哈雷機車，絕非坊間謠傳的模仿或山寨版，而是正式授權生產的產品。

### 國內生產開始
日本終於也能生產哈雷機車，1934年（昭和9年）以後開始生產1934年式的Model VL（1200cc），之後又生產1935年式的Model R（750cc），成為日後陸王的主要車種。
日本哈雷在1935年（昭和10年）把字號改成「三共內燃機」，開放徵選可增加國產製品形象的品牌名稱，結果選出了「陸王」。
有一說是三共內燃機經營者當中有慶應義塾大學出身的人當評審，由於慶應的應援歌「新血」有一句「陸之王者慶應」
的歌詞，認為很好，故選出來。翌1936年（昭和11年），三共內燃機又更名為陸王內燃機，以每年產量數千輛的進度生產。
不只二輪車、邊車，連三輪汽車也有生產。

### 戰時生產
陸王在技術上只是把舊型哈雷機車國產化，顯得有些過時。但由於繼承了美國大型二輪車的主流規格，如V型雙缸、鏈條傳動等，
很受習慣美國車的保守用戶的歡迎。日本陸軍更是積極，以軍用開發的附邊車二輪車「九七式側車付自動二輪車」諸多設計即是以陸王為準。
然而，即使陸王的生產設備全部都從美國引進，產品不僅沒有凌駕美國哈雷之上，品質反倒較差。這是因為1937年（昭和12年）進入戰時體制
（侵華戰爭）下，在日本取得優質的材料愈來愈困難之故。軍用生產的「九七式」也以三輪汽車品牌「黑金」的廠商日本內燃機的品質為佳。
陸王並不像「黑金」那樣是能夠在技術面引領市場的卓越企業。
1941年（昭和16年）7月日軍入侵法屬印度支那導致日美關係惡化，同年12月日美開戰，生產仍然繼續。
1945年（昭和20年）終戰之前不久暫時停產，但終戰後又再度生產。

### 消滅
生產雖然繼續，但在戰後混亂期生產大排氣量的大型車，銷路顯得薄弱。1949年（昭和24年）陸王內燃機破產，變成前飛機廠商昭和飛行機
資本下的子公司「陸王車業」（陸王モーターサイクル）繼承事業。進入1950年代，採用了戰後型英國、德國新技術趨勢的中小型機車被各家新舊廠商開發生產，
戰前型哈雷沒什麼特別進步的陸王，就變成被市場潮流淘汰的笨重大型車，銷路愈來愈小。
因此自1952年（昭和27年）起，陸王也開始生產非哈雷的中小型車，希望銷路擴大，但在眾多大小廠商惡性競爭的1950年代日本機車業界，
經營體質脆弱、開發力不足的陸王難以生存。勞資爭議也使得經營停頓，1959年（昭和34年）陸王車業停止生產，公司在翌年倒閉。

## 年表
- 1912年（大正元年） - 日本陸軍首次引進哈雷戴維森機車。
- 1917年（大正6年） - 大倉商事代理販賣哈雷戴維森機車。
- 1918年（大正7年） - 開始進口軍用邊車。
- 1931年（昭和6年） - 三共獲得代理資格（轉讓），成立日本哈雷戴維森車業（株）。開始進口販賣。
- 1933年（昭和8年） - 日本哈雷戴維森車業（株）取得包括生產線的生產授權，開始國內生產。
- 1935年（昭和10年） - 日本哈雷戴維森車業（株）更名為三共內燃機（株）。
- 1936年（昭和11年） - 側車輪驅動二輪車式樣「陸王號」以「九七式側車付自動二輪車」被日本陸軍採用。公開徵選名稱決定為「陸王」，三共内燃機（株）更名為陸王内燃機（株）。
- 1949年（昭和24年） - 陸王内燃機（株）因業績不振破產。生產停止。
- 1950年（昭和25年） - 昭和飛行機接管事業，設立陸王車業（株）。生產繼續。
- 1959年（昭和34年） - 生產中止。
- 1960年（昭和35年） - 陸王車業（株）破產。

## 陸王機車的特色

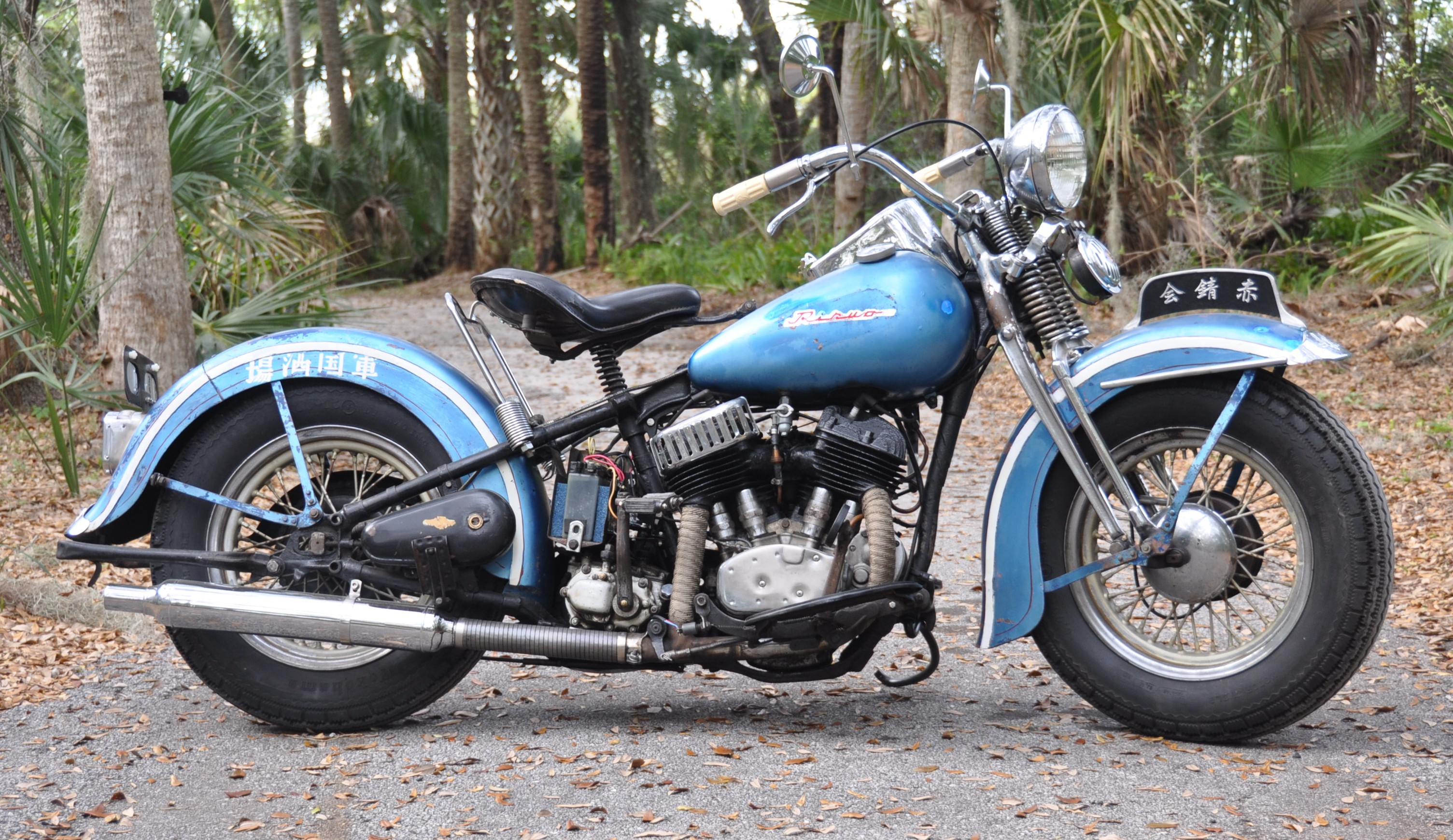

陸王最早生產的是搭載側邊汽門V型雙缸1208cc引擎的車輛，也就是當時哈雷戴維森的Model VL車種。戰前的陸王仰賴軍需經營，生產車輛也都以軍用邊車為主。
為了符合日本人體格，陸王也生產小型的750cc車種，戰後有一段時間還被當成警用機車（白バイ）使用。然而1200cc車種卻一直沿用連桿彈簧前叉，
和後輪固定式車架，車架設計的舊弊直到末期一直是陸王的弱點。
又，手動變速桿、手動進角、手動機油泵（機油往低處流、用過就丟的古典設計）等戰前哈雷機車獨有的特殊操作體系直到末期RT2登場依然不變，
若不讀完說明書熟知操作方法，不想壞掉（不想跌倒）都很難，成為市場被採用英、德車輛規格新興廠商的單純操作體系車種壓縮的因素。
另，在陸王開始生產當時就已經有OHV規格的實用化。1936年（昭和11年）哈雷戴維森推出了OHV傑作引擎「Knuckle Head」，並建議日本的陸王也採用，
但陸王由於側邊汽門引擎已有軍用車輛使用的績效，不予採用。這造成了妨害引擎高性能化的因素，導致太平洋戰爭後被新興廠商的高性能輕量化小排氣量車輛淘汰。
為了解決這種現況，陸王在1952年（昭和27年）參考了BMW單缸車，開發了OHV單缸引擎的A型（Glory），之後又有250cc的F型投入市場，還發展成AB、AC和FB、FC型，
卻又過度拘泥於品質，敗給同業的價格競爭。陸王直到最後都沒能擺脫「陸王＝哈雷」的刻板印象，銷量的增加沒能挽救以大型車為主的經營體質。
陸王直到1959年（昭和34年）才出現了改良OHV引擎的試作車，但未及生產就已倒閉。

## 陸王的車種（戰後生產型）
- 陸王VFD1200/VFE1200（1937年（昭和12年） - 1950年（昭和25年））

- - 陸王最初量產的車款。側邊汽門1208cc，28馬力。手動進角，手動機油泵。前進3速手動變速桿，腳踩離合器。雖然也是邊車式樣的種車，但直到最後都沒有採用油壓前叉。

- 陸王VFD/VFE-LTS（1937年（昭和12年） - 1959年（昭和34年））

- - 陸王1200的邊車式樣。有後退檔。

- 陸王R型750（1937年（昭和12年） - 1949年（昭和24年））

- - 750cc車款。側邊汽門750cc，15馬力。手動進角，手動機油泵。前進3速手動變速桿，腳踩離合器。

- 陸王RO型750（1951年（昭和26年） - 1952年（昭和27年））

- - 繼承陸王内燃機事業的陸王車業的車款。側邊汽門750cc，15馬力。手動進角，手動機油泵。前進3速手動變速桿，腳踩離合器。與RQ型外觀相異處為

把手、F前叉、尾燈、汽缸頭等，時值設計RQ型的時期，係使用剩餘的R型零組件生產的車款。
最初期的曲軸箱等使用刻印「陸王內燃機」的部品。1952年（昭和27年）後半把鑄鐵汽缸頭改成鋁缸頭，提升至22馬力。
- 陸王RQ型750（1953年（昭和28年） - 1955年（昭和30年））

- - RO的改良型。陸王的代表車款，現存數量較多。側邊汽門750cc，22馬力。手動進角，手動機油泵。前進3速手動變速桿，腳踩離合器。

1955年（昭和30年）後半油壓前叉小改良。
- 陸王RT型750（1956年（昭和31年） - 1957年（昭和32年））

- - 陸王的哈雷系列中首次推出的腳踩變速桿車款。現存數量比RQ、RT-2少。側邊汽門750cc，22馬力。手動進角，手動機油泵。前進3速腳踩變速桿，手動離合器。

- 陸王RT-2型（1957年（昭和32年）-1960年（昭和35年））

- - RT750大幅改良的車款。外裝自RT/RQ大幅變更，自動進角，潤滑方式自wet sump改成Dry Sump。由於陸王車業晚年生產Glory系比哈雷系多，與RQ相比現存數較少。

側邊汽門750cc，22馬力。前進4速循環檔腳踩變速桿，手動離合器。1959年式提升至25馬力。
- 陸王A,AB,AC型350（Glory350）（1947年（昭和22年） - 1959年（昭和34年））
  - OHV 350cc單缸，16馬力，前進4速腳踩變速桿，採用軸傳動。

- 陸王F,FB,FC型250（- 1959年（昭和34年））
  - OHV 250cc單缸，11馬力，前進3速腳踩變速桿。Glory的小排氣量車款。

- 陸王RX型750（試作型）
  - 1959年（昭和34年）陸王開發的最後一款車。陸王首次將750cc的引擎OHV化，並採用搖臂式懸吊，但因倒閉沒有量產發行。

現僅存試作車1輛。